# وقتی به خانه برمی‌گردم (آلبوم)
وقتی به خانه برمی‌گردم (انگلیسی: When I Get Home) چهارمین آلبوم استودیویی از خواننده-ترانه‌نویس آمریکایی سولانج است که در ۱ مارس ۲۰۱۹ توسط کلمبیا رکوردز منتشر شد. این اثر دنباله آلبوم ۲۰۱۶ یک صندلی پشت میز است.
نولز در این آلبوم با موسیقی‌دان‌های مختلفی فارل ویلیامز، پلی‌بوی کارتی، گوچی مان، پاندا بیر، تایلر، د کریتور، مترو بومین و د-دریم همکاری کرد.